# Stanisław Szozda

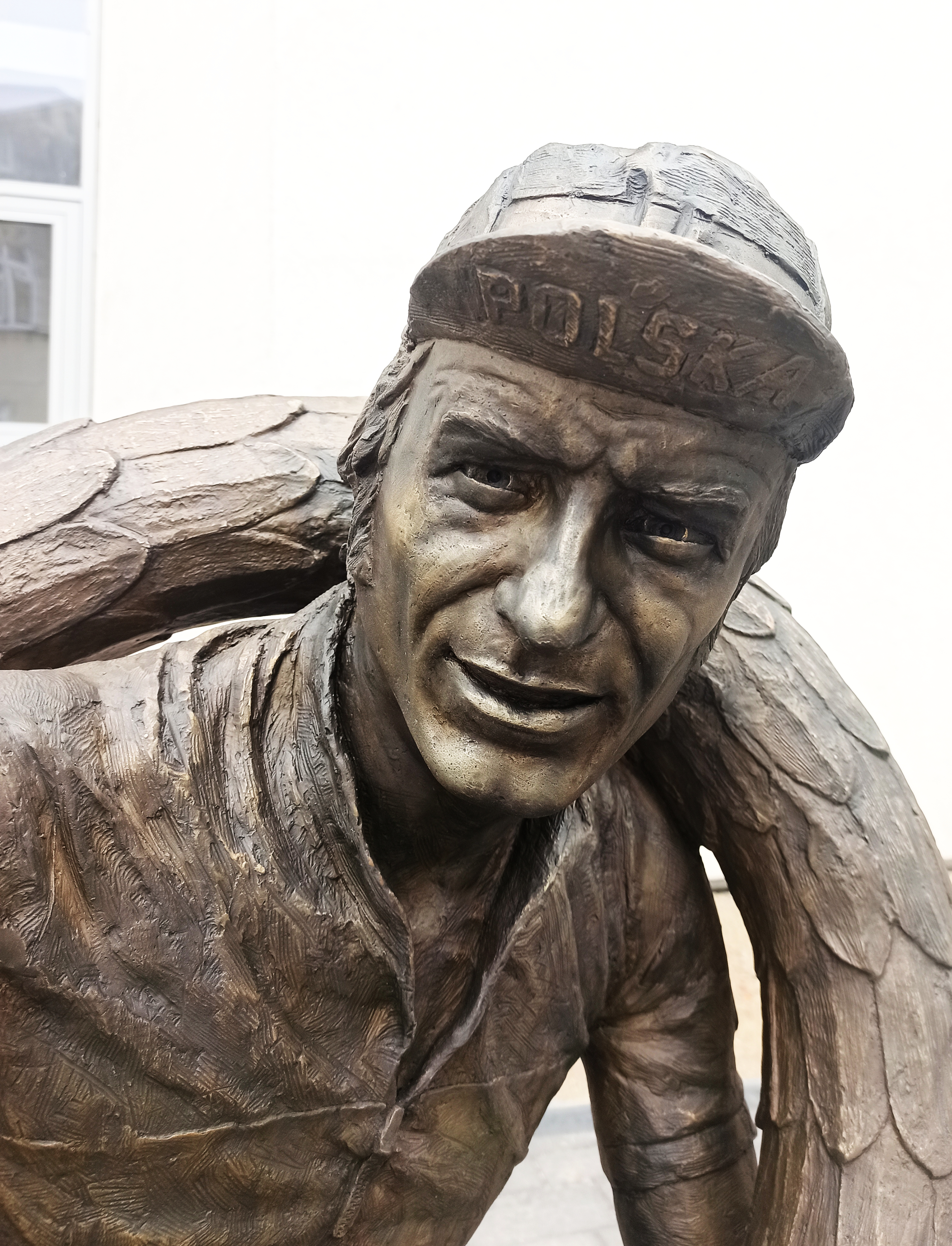
Stanisław-Szozda-Denkmal in Prudnik

Stanisław Szozda (* 25. September 1950 in Dobromierz; † 23. September 2013 in Wrocław) war ein polnischer Radrennfahrer.

## Sportliche Laufbahn
Er begann 1964 im Verein LKS Prudnik bei dem Trainer Franciszek Surmiński mit dem Radsport. Szozda war Gewinner der Polenrundfahrt 1971 und der Internationalen Friedensfahrt 1974. Bei dieser Friedensfahrt gewann er 6 der 14 Etappen. 1971 siegte er in der Niederösterreich-Rundfahrt.
Bei den Olympischen Sommerspielen 1972 in München gewann er die Silbermedaille und konnte diese Leistung vier Jahre später bei den Olympischen Spielen 1976 in Montreal wiederholen. Des Weiteren wurde Szozda zweimal Straßenweltmeister im Mannschaftszeitfahren, 1973 mit Ryszard Szurkowski, Tadeusz Mytnik und Lucjan Lis sowie 1975 mit Ryszard Szurkowski, Tadeusz Mytnik und Mieczysław Nowicki. Die polnische Meisterschaft im Bergfahren gewann er 1975. 1972 siegte er im Eintagesrennen Puchar Ministra Obrony Narodowej. 1975 siegte er im Eintagesrennen GP ZTS Dubnica nad Váhom und auf einer Etappe der Tour of Scotland.
1976 belegte er bei der Friedensfahrt hinter Hans-Joachim Hartnick den 2. Platz in der Gesamtwertung. Im Verein Legia Warschau, für den er später startete, war Andrzej Trochanowski sein Trainer.
Wegen einer Rückverletzung musste Szozda seine aktive Laufbahn bereits im Alter von 28 Jahren beenden. Er starb am 23. September 2013, zwei Tage vor seinem 63. Geburtstag, nach langer Krankheit in Breslau.

## Erfolge
1970
- Polnischer Meister – Paarzeitfahren

1971
- Gesamtwertung und drei Etappen Polen-Rundfahrt
- Weltmeisterschaft – Mannschaftszeitfahren

1972
- Olympische Spiele – Mannschaftszeitfahren

1973
- Gesamtwertung Algerien-Rundfahrt
- zwei Etappen Friedensfahrt
- Polnischer Meister – Straßenrennen
- eine Etappe Polen-Rundfahrt
- Weltmeister – Mannschaftszeitfahren
- Weltmeisterschaft – Straßenrennen

1974
- Gesamtwertung und sechs Etappen Friedensfahrt
- zwei Etappen Polen-Rundfahrt 1974

1975
- eine Etappe Friedensfahrt
- Weltmeister – Mannschaftszeitfahren

1976
- drei Etappen Friedensfahrt
- Olympische Spiele – Mannschaftszeitfahren
- Prolog und eine Etappe Polen-Rundfahrt
- Gesamtwertung Steiermark-Rundfahrt

1977
- eine Etappe Friedensfahrt
- zwei Etappen Österreich-Rundfahrt
- Weltmeisterschaft – Mannschaftszeitfahren

1978
- eine Etappe Friedensfahrt